# 薩林縣 (伊利諾伊州)
薩林縣（英語：Saline County）是美國伊利諾伊州南部的一個縣。面積1,002平方公里。根據美國2000年人口普查，共有人口26,733人。縣治哈里斯堡。
建於1847年2月25日，來自當地帶鹹味的泉水。